# Universidad de Creta

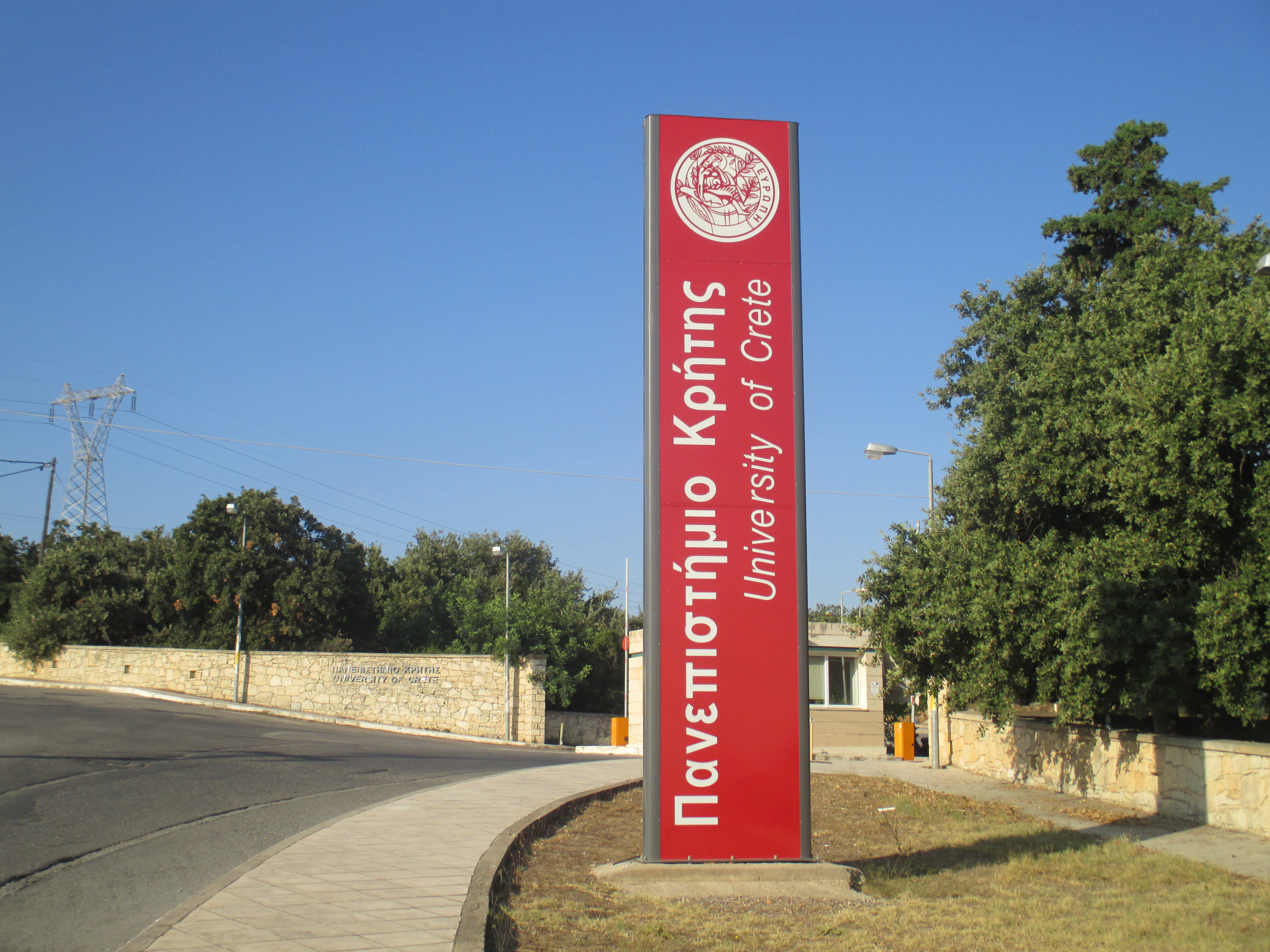
Universidad de Creta

La Universidad de Creta (en griego: Πανεπιστήμιο Κρήτης) está situada en la isla de Creta (Grecia) y fue creada en 1973.
Tiene dos campus, el principal en Rétino y otro en Heraklion.
Tiene más de 400 profesores y 6618 estudiantes. A pesar de su reciente creación tiene muchos programas de colaboración internacional, especialmente con la Unión Europea, pero también con instituciones en EE. UU., otros países del Mediterráneo y Europa del Este.